# Zdzisław Smoliński (działacz sportowy)
Zdzisław Smoliński (ur. 1937, zm. 1 stycznia 2023) – polski pracownik przemysłu związany z Sanokiem, działacz sportowy.

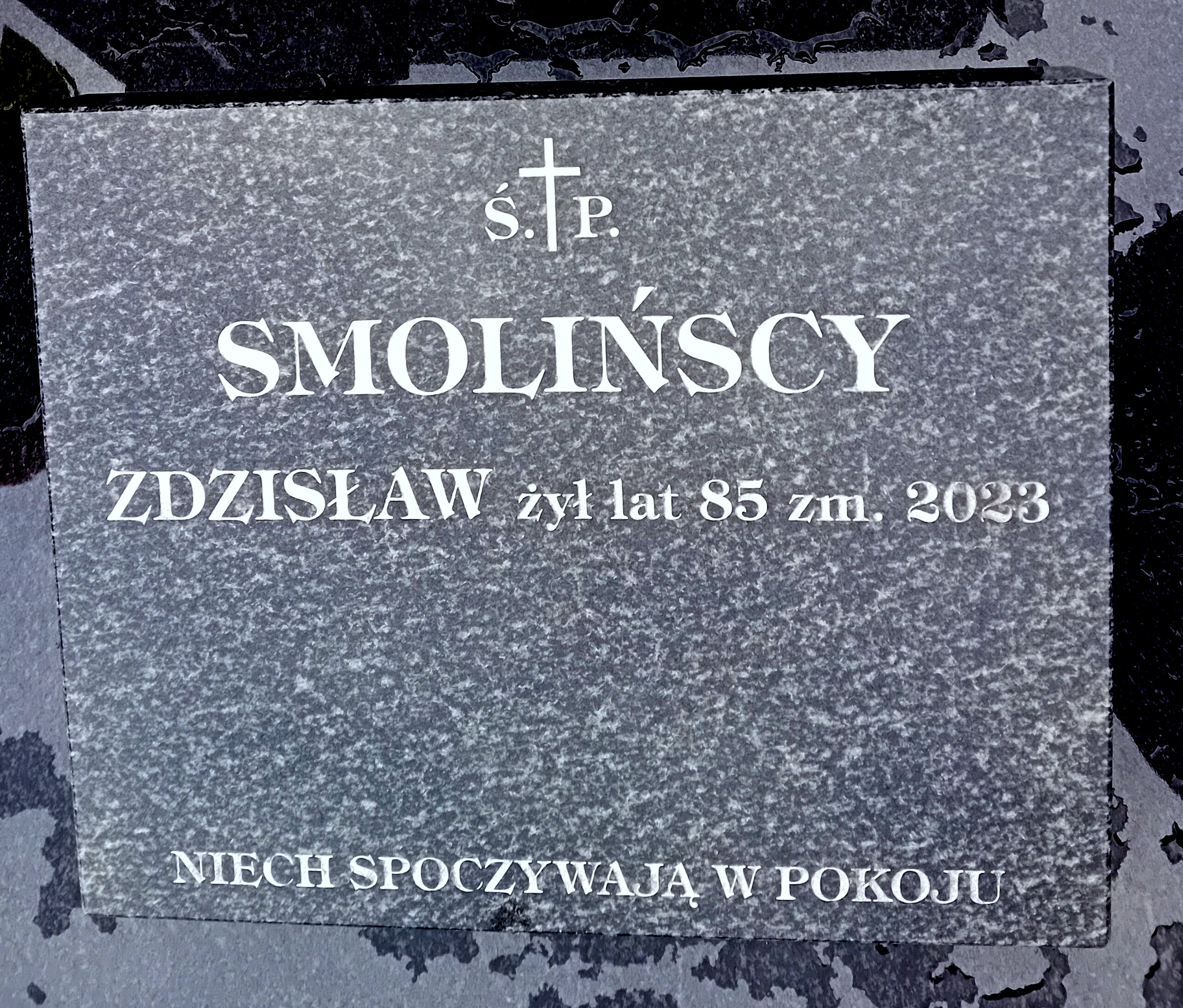
Tabliczka nagrobna Zdzisława Smolińskiego

## Życiorys
Urodził się w 1937. Był działaczem ZKS Stal Sanok, od 1972 do 1983 kierownikiem sekcji piłki nożnej klubu, wieloletnim członkiem zarządu (w latach 1972-1987), wiceprezesem ds. sportowych, a od września 1988 do 1992 pełnił funkcję prezesa wielosekcyjnego klubu Stal Sanok. W 1985 zasiadł w zarządzie ZKS Stal Sanok. W 1976 był członkiem założycielem Okręgowego Związku Piłki Nożnej w Krośnie. Był zatrudniony w Sanockiej Fabryce Autobusów „Autosan” do 1988, a od tego roku został pracownikiem Sanockich Zakładów Przemysłu Gumowego „Stomil Sanok”. 31 maja 1999 został wybrany członkiem zarządu MKS Stal Sanok.
Był żonaty, miał syna i córkę. Zmarł 1 stycznia 2023. Został pochowany na Cmentarzu Południowym w Sanoku.

## Odznaczenia i wyróżnienia
- Krzyż Kawalerski Orderu Odrodzenia Polski (1987)[9].
- Odznaka „Zasłużony dla Sanoka” (1984)[10].
- Odznaka „Zasłużony Działacz Ludowych Zespołów Sportowych” (2001)[11].
- Wyróżnienie podczas obchodów jubileuszu 70-lecia istnienia klubu Stal Sanok (2016)[12].